# Itō Yoshisuke
Itō Yoshisuke (伊東 義祐?; 1512 – 29 agosto 1585) è stato un daimyō giapponese del periodo Sengoku, ricordato come uno dei capi più noti del clan Itō.

## Biografia
Dopo un conflitto contro suo zio, Yoshisuke si assicurò la successione, e succedette a suo fratello Sukemitsu come capo del clan Itō nel 1533.  Sotto la sua guida il clan ebbe l'apice di prosperità e potere nella provincia di Hyūga. Sviluppò forti legami con la capitale Kyoto e nel 1546 venne nominato 従三位? – Jusan’i, ministro di terzo livello. Yoshisuke si dimostrò un abile comandante in vari scontri con clan vicini come il clan Kitahara, mentre negoziava alleanze con altri clan come gli Kimotsuki. Yoshisuke riuscì ad ottenere il controllo del porto di Shibushi, a Hyūga, e acquisì una certa importanza nel commercio estero. Nel 1541 sconfisse il clan Shimazu ed espanse i territori del clan nella provincia di Ōsumi (1551) e in quella di Satsuma (1557).
Tuttavia qualche anno dopo Yoshisuke dovette affrontare un certo numero di ribellioni tra i suoi servitori, e nel 1568 entrò nuovamente in conflitto con il clan Shimazu. Conquistò il castello di Obi nel sud di Hyūga nel 1568, assieme all'area di Masakiin, ma perse entrambi nel 1572, quando il suo esercito di 3.000 uomini fu sconfitto da 300 soldati comandati da Shimazu Yoshihiro nella battaglia di Kizaki, che spesso viene soprannominata l'Okehazama del Kyūshū. A quel punto, secondo quanto riferito, Yoshisuke si era permesso di immergersi in uno stile di vita lussureggiante come quello di un cortigiano di Kyoto e in questo modo è stato paragonato a Imagawa Yoshimoto (che venne ucciso a Okehazama); la sconfitta a Kizaki rappresentò tuttavia l'inizio della fine per il clan Itô. Yoshisuke fu sconfitto di nuovo nella battaglia di Takabaru nel 1576. L'anno seguente, cacciato da Hyūga dagli Shimazu (che lo sconfissero nuovamente nella battaglia di Tozaki-Kamiya in quell'anno), fuggì nelle terre del clan Ōtomo. 
Alla fine si ritirò a Kyoto dopo aver vagato nel Mare Interno e morì a Sakai il 29 agosto 1585. I suoi figli furono Itō Yoshimasu e Itō Suketaka.